# 皇家一号
皇家一号国际娱乐会所，或郑州皇家一号会所，简称皇家一号，是中国河南省郑州市郑东新区一家已不存在的娱乐会所，也是曾经郑州及中原地区最大的娱乐会所，于2012年8月16日开始营业，该会所长期聘用公关小姐（卖淫女）进行卖淫，鼎盛时期，至少有4500名卖淫女在皇家一号从事卖淫活动。2013年11月1日，该会所因涉嫌违法卖淫活动被警方调查。2015年5月底，经河南省新乡市中级人民法院及4个县级人民法院的审判，皇家一号案中的133名涉案人员被移送检察机关审查起诉，其中87名涉案人员均被判刑，刑期从1年至无期不等。另外，包括郑州市公安局副局长周廷欣等8名民警以及原河南省公安厅厅长、河南省人大常委会副主任秦玉海，亦因卷入皇家一号事件被接受调查。
本案件由时任河南省公安厅厅长王小洪亲自负责督办，该案属于2013年5月在河南开展的“无声风暴”扫黄打赌专项行动的一部分。

## 简介
皇家一号会所位于郑州市郑东新区CBD内环东四街交叉口，毗邻郑州国际会展中心，该会所是由脸谱集团投资近2亿元人民币打造的。会所营业面积为15000平方米，共分6层（地下2层，地上4层）。其内部装修奢华，仅装修就花了1年，大厅和走廊的地面多使用人造玉石，音响设备则从英国进口，其硬件价值超过北京的天上人间夜总会。
该会所共有156个包间，最大房间可以容纳100余人，每个房间费从1000元到10000元不等，人均消费额为5000元人民币，每天营业额为50万人民币，一年的营业额则为2亿人民币。另外，会所内的啤酒售价非常昂贵，每听啤酒的价格为50-60元人民币之间。另有媒体报道称，为了吸引客人充值消费，在皇家一号充值百万元或以上的客人可获赠奥迪轿车一台。由于会所的顾客都是当地的富豪，因此门前经常会停满劳斯莱斯、宾利、迈巴赫、法拉利等豪车。而郑州商界还流传着这样一句话，即“请客吃饭不到皇宫大酒店等于白请，请客唱歌不到皇家一号等于白唱”。
该会所长期聘用公关小姐（卖淫女）进行卖淫，鼎盛时期，至少有4500名卖淫女在皇家一号从事卖淫活动，其中专门从事卖淫活动的有2000多人。而该会所对卖淫女的聘用要求较高，由5名面试官嚴格考核，应聘者要求身材高挑、形象佳，并称会根据个人形象、身高评定，每个卖淫女可获得400元、500元、600元三个档次的小费，优秀的卖淫女还会获得更高的小费，每个卖淫女月收入不低于10万元。另外，会所对应聘者的穿着有严格要求，并规定不得穿着暴露。会所还制定了绿牌公关小姐卖淫收费标准，并设有相应的违规处罚制度，还鼓励红牌公关小姐转变为绿牌公关小姐。从营业至查封的时间段内，该会所共记录卖淫行为1620余人次。另外，会所对内部人员还制订了管理规定，要求服务人员和保安都要使用文明礼貌用语，并对员工离职、请假等程序有详细和严格的规定。
而会所的政商关系也相当密切，其中原郑州市公安局金水路分局查办处处长李宁和原郑州市公安局副局长周廷欣曾向皇家一号借过钱，原郑州市公安局治安支队时任支队长王新敏还涉嫌收受贿赂。
根据2015年6月所公布的《皇家一号管理手册》显示，皇家一号对内部员工要求非常严格，例如规定员工上楼时客人在前，下楼时客人在后，违者罚款30元；员工离开客人时，必须先退后1到3步，避免将臀部朝向客人，违者罚款10元；公关女孩的管理则相对宽松，比如她们可以随时在会所内吃工作餐，不受时间段限制。而在安全保密方面，除重大事件外，任何人不得拨打110和119，如需拨打，必须要报经经理级管理人员，擅自拨打将从严处理。另外，该会所的领导层、人事、财务、客源信息也同样属于保密范畴。而皇家一号还拥有自己的店歌，同时，该会所员工可享有用餐补贴，专门宿舍居住，在冬天可报销电费，上下班也有专门的巴士接送。

## 被警方调查
2013年11月1日，有微博网友爆料称皇家一号会所被警方调查，会所内的领班及卖淫女均被押上大巴车，在警方突击调查时，当时有客人在会所里用餐，但有残留的餐具没有收拾。11月2日，河南省公安厅发布微博证实皇家一号会所已经被查。但执行打击任务的并不是郑州警方，而是新乡警方（属于异地用警）。事件发生后，皇家一号相关负责人被抓，但幕后最大的两个老板逃往美国，当时警方对跨国抓捕做好了准备。
2014年4月21日，包括郑州市公安局副局长周廷欣等8名民警因卷入皇家一号案，被郑州市纪委双规。9月21日，原河南省人大常委会党组书记、河南省公安厅厅长秦玉海亦因卷入皇家一号案被中纪委调查。根据官方媒体于2016年2月26日的披露，皇家一号案涉案的刑事犯罪嫌疑人共有260余名，其中包括152名违纪违法公安民警和3名检察官。

## 审判
2014年10月30日，河南省辉县市人民法院对皇家一号案进行了审理，检方指控11名犯罪嫌疑人涉嫌协助组织卖淫，并当庭认罪悔罪。由于涉及个人隐私，法院依法不公开审理此案。同年11月10、12、14日，河南省卫辉市人民法院亦对皇家一号案进行了审理，检方指控，18名犯罪嫌疑人涉嫌协助组织卖淫。由于涉及个人隐私，法院也依法不公开审理此案。
2015年2月4日-6日，河南省新乡市中级人民法院对皇家一号案进行了审理，检方指控，11名犯罪嫌疑人涉嫌组织卖淫，其中陈加贵还涉嫌非法经营，在未取得烟草专卖许可证的情况下出售香烟，收入达436万余元人民币。
5月25日，经河南省新乡市中级人民法院一审判决，11名犯罪嫌疑人因涉嫌组织卖淫（其中陈加贵还涉嫌非法经营），分别被判处10年至无期不等的徒刑，并处8万元至100万元人民币不等的罚金。其中主犯陈加贵、王国付被判无期徒刑。但11名犯罪嫌疑人因不服法院判决，当庭表示将上诉。而在5月26-28日，河南省新乡市红旗区人民法院、牧野区人民法院、辉县市人民法院、卫辉市人民法院亦对该案作出一审判决，76名犯罪嫌疑人因涉嫌组织卖淫、协助组织卖淫、非法经营及窝藏，分别被判处1至8年不等的徒刑，并处1至8万元人民币不等的罚金。

## 现状
皇家一号被查后，门前路边成了停车场，已经落满了灰尘。而会所的工商资料已无法查询，但在地税系统查询时，纳税人状态为“注销”。
2016年9月17日，据媒体报道，皇家一号原址已经改建成为商场，名称为“壹号商业广场”，会所内上百个豪华装修的包间已经被拆除一空。

## 后续
2019年10月12日，河南省纪委监委发布消息，郑州市政协主席黄保卫涉嫌严重违纪违法，已主动投案，正接受河南省纪委监委纪律审查和监察调查。黄保卫曾任郑州市公安局局长，在工作期间曾参与“皇家一号”的查封工作。